# (142822) Czarapata
(142822) Czarapata est un astéroïde de la ceinture principale.

## Description
(142822) Czarapata est un astéroïde de la ceinture principale. Il fut découvert le 30 octobre 2002 à l'observatoire d'Apache Point par le programme Sloan Digital Sky Survey. Il présente une orbite caractérisée par un demi-grand axe de 2,38 UA, une excentricité de 0,13 et une inclinaison de 2,6° par rapport à l'écliptique.

## Compléments